# Ferrari Purosangue

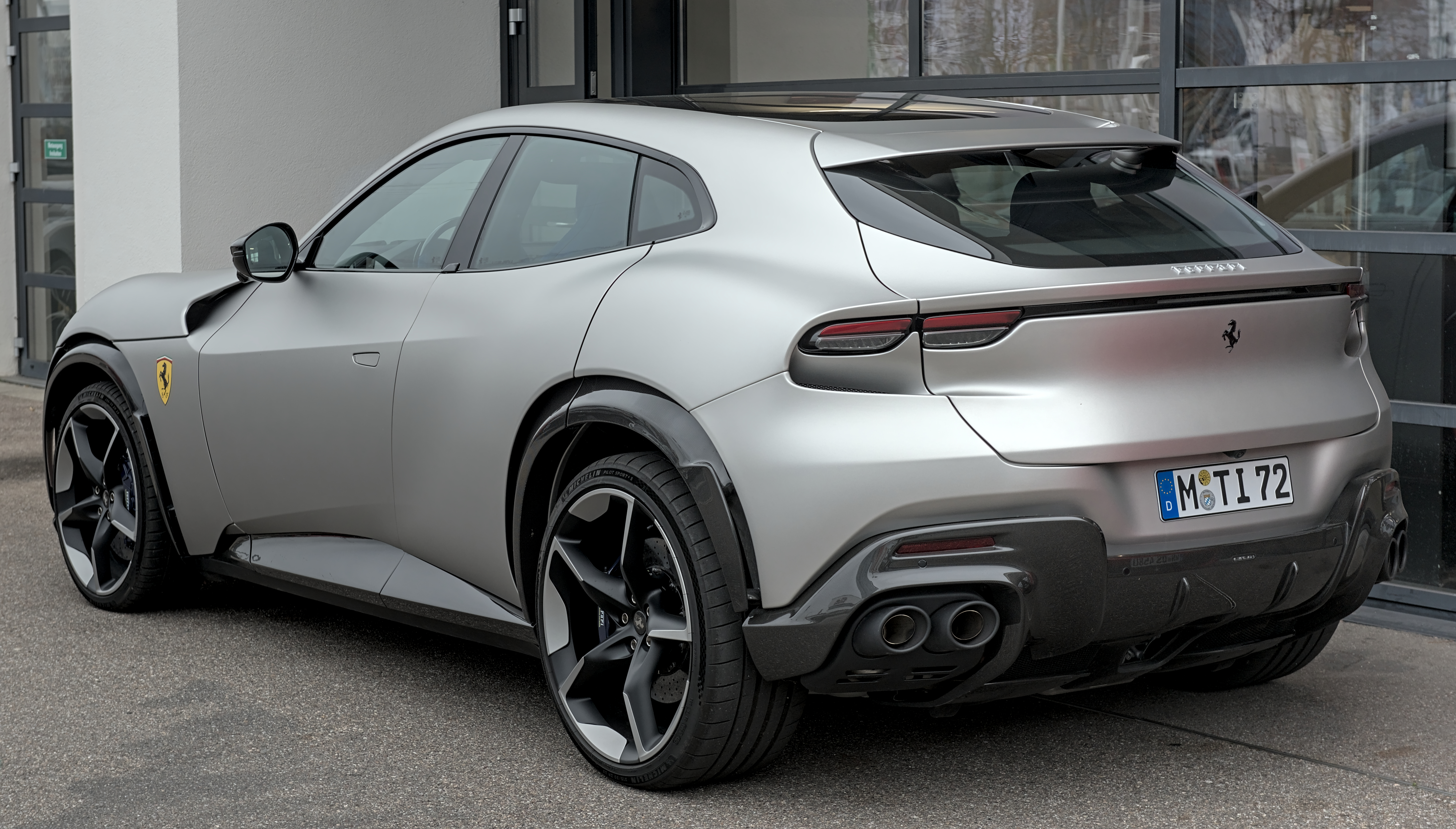
Heckansicht

Der Ferrari Purosangue ist ein SUV des italienischen Automobilherstellers Ferrari. Das Auto wurde am 13. September 2022 im Amphitheater Teatro del Silenzio in Lajatico offiziell vorgestellt.
Ein Mitbewerber ist der Lamborghini Urus, wobei der Preis des Purosangue über 100.000 Euro höher liegt; er liegt auch über dem des Rolls-Royce Cullinan. Wegen starker Nachfrage wurden die Bestellmöglichkeiten für den Purosangue im November 2022 vorerst gestoppt. Im Mai 2023 betrugen die Lieferzeiten drei Jahre.
Um die Attraktivität zu erhalten, sollen nicht mehr als 3000 Fahrzeuge pro Jahr hergestellt werden. Der Anteil an Ferraris Gesamtproduktion soll 20 Prozent nicht übersteigen.

## Benennung
Das SUV ist nach dem Purosangue Orientale benannt, der ältesten italienischen Pferdezuchtrasse (königliches Dekret von 1875). Purosangue bedeutet wörtlich übersetzt reines Blut, hier im Sinne von Vollblut gemeint. Eine Non-Profit-Organisation, die sich darum kümmert, junge Sportler von Doping fernzuhalten und ihr Talent zu fördern, trägt den Namen Purosangue, seit 2013 eingetragen und geschützt. Mit der Begründung, dass der Name nicht häufig genutzt wird, will Ferrari nun erreichen, dass die Eintragung widerrufen wird, um selbst die Marke nutzen zu können.

## Technik
Der erste Viertürer in der 75 Jahre alten Markengeschichte Ferraris hat Portaltüren, die auf Knopfdruck elektrisch öffnen: vorn auf einen Winkel von 63 Grad, und hinten auf einen Winkel von 79 Grad. Auf eine B-Säule, die andere Hersteller bei dieser Türkonstruktion entfallen lassen, verzichtet Ferrari dabei aus Steifigkeitsgründen nicht. Zur Gewichtsminderung werden auch Bauteile aus Kohlenstofffaserverstärktem Kunststoff (Carbon), beispielsweise das Dach, und Aluminium (für die Heckklappe) eingesetzt. Der Kofferraum fasst 473 Liter, die Rücksitze können umgeklappt werden.
Der mit einer Leistung von 533 kW (725 PS) bei 8250/min drehfreudige V12-Ottomotor mit einem Zylinderbankwinkel von 65 Grad und 6,5 Liter Hubraum hat ein Höchstdrehmoment von 716 Nm; er gehört zu Ferraris F140-Reihe, im Purosangue wird er mit der Codenummer F140IA geführt; seine Zylinderköpfe stammen vom Ferrari 812 Competizione und  wurden für größeres Drehmoment bei geringen Drehzahlen überarbeitet. Der 12-Zylinder-Motor der neuesten Generation hat Hochdruck-Direkteinspritzung und eine Trockensumpfschmierung. Die Ansaug- und Abgasanlage wurde grundlegend überarbeitet. Der Motor ist beim Purosangue hinter der Vorderachse eingebaut und das Getriebe an der Hinterachse. Damit beträgt die Gewichtsverteilung zwischen Vorder- und Hinterachse 49:51, was zu einem möglichst beherrschbaren Grenzbereich beiträgt. Ohne besondere Anforderungen ist der Purosangue mit Hinterradantrieb unterwegs, Allradantrieb ist zuschaltbar. Das als Transaxle mit dem Hinterachsantrieb in einem Gehäuse vereinigte Doppelkupplungsgetriebe hat acht Gänge, wobei der achte Gang als drehzahlsenkende Langstrecken-Stufe ausgelegt wurde. Der Allradantrieb ist eine Weiterentwicklung des Systems aus dem GTC4Lusso, kombiniert mit der Steuersoftware aus dem SF90 Stradale. Die Allradlenkung stammt aus dem 812 Competizione. Die Radgröße beträgt vorn 22, hinten 23 Zoll, Die Fahrwerkssteuerung wird von einem 48 V-Netz gespeist; die Bodenfreiheit von 18,5 cm lässt sich durch Elektromotoren um 3 cm vergrößern.
Das Auto hat zahlreiche Fahrerassistenzsysteme, darunter die adaptive Abstands- und Geschwindigkeitsregelung (ACC), automatisches Notbremssystem (AEB), automatisches Abblendlicht/Fernlicht (HBA/HBAM), Spurhalteassistent (LKA), Spurverlassenswarnung (LDW), Totwinkelassistent (BSD), Querverkehrswarnung (RCTA), Verkehrszeichenerkennung (TSR), Müdigkeits- und Aufmerksamkeitsassistent (DDA) und Einparkkamera (NSW). Das Infotainment-Display wurde auf der Beifahrerseite platziert. Im Innenraum werden auch recycelte Materialien verwendet, beispielsweise für den Dachhimmel recyceltes Polyester und für den Teppich recyceltes Polyamid.
Der Wagen soll von 0 auf 100 km/h in 3,3 Sekunden und auf 200 km/h in 10,6 Sekunden beschleunigen. Die Höchstgeschwindigkeit ist mit 312 km/h angegeben.
| Ferrari                | Purosangue                     |
| ---------------------- | ------------------------------ |
| Motor                  | V12                            |
| Motorbezeichnung       | F140 IA                        |
| Bankwinkel             | 65°                            |
| Hubraum                | 6496 cm³                       |
| Verdichtungsverhältnis | 13,6 : 1                       |
| Max. Leistung          | 533 kW (725 PS) bei 7750/min   |
| Max. Drehmoment        | 716 Nm bei 6250/min            |
| Antrieb                | Allradantrieb                  |
| Getriebe               | 8-Gang-Doppelkupplungsgetriebe |
| Trockengewicht         | 2033 kg                        |
| Vmax                   | 312 km/h                       |
| 0–100 km/h             | 3,3 s                          |
| 0–200 km/h             | 10,6 s                         |
| Verbrauch nach WLTP    | 17,1 l/100 km Super Plus       |
| CO2-Ausstoß            | 389 g/km                       |

## Zulassungszahlen in Deutschland
Seit dem Marktstart bis einschließlich Dezember 2024 sind in der Bundesrepublik Deutschland insgesamt 454 Ferrari Purosangue neu zugelassen worden.
|  |

|  |

|  |

|  |

|  |

|  |

|  |

|  |

|  |

|  |

|  |

|  |

|  |

|  |

|  |

|  |

|  |

|  |

|  |

|  |

|  |

|  |

|  |

|  |

|  |

|  |

|  |

|  |

|  |

|  |

|  |

|  |

|  | Benziner (454) |

|  | Benziner (454) |